# اوگرینووتسی (گورنگی میلانوواتس)
اوگرینووتسی (به صربی: Ugrinovci) یک منطقهٔ مسکونی در صربستان است که در ناحیه موراویتسا واقع شده‌است. اوگرینووتسی ۴۸۰ نفر جمعیت دارد.